# Damien Liccia
Damien Liccia, né le 13 décembre 1993, est un essayiste, chercheur et entrepreneur français.
Il est spécialiste des enjeux liés à la désinformation, aux réseaux sociaux et à l'analyse de données.

## Biographie
Damien Liccia est diplômé du master communication politique et sociale de l'université Panthéon-Sorbonne, après avoir suivi trois années de classes préparatoires littéraires. Il prépare depuis 2019 une thèse au CELSA portant sur la mise à l'agenda des fausses informations par le législateur.
En août 2020, il devient vice-président de l'Observatoire stratégique de l’information (OSI), présidé par le chercheur François-Bernard Huyghe.
Il intervient également, en tant que chargé de cours, à l'ISCOM.

## Travaux
Les travaux de Damien Liccia portent sur les controverses en ligne et les phénomènes de désinformation sur le web social. Il publie notamment en août 2018 une étude relative à l'affaire Benalla visant à démontrer la non existence d'une ingérence étrangère dans cette controverse,. La publication de cette étude, contredit une partie des enseignements issus de travaux réalisés au même moment par l'ONG belge DisinfoLab, et intervient alors même que cette dernière était notamment accusée, par certaines personnalités publiques et utilisateurs sur les réseaux sociaux, d'avoir procédé à une forme de fichage politique, à rebours du cadre réglementaire posé par le règlement général sur la protection des données (RGPD),.
À l'occasion du mouvement des Gilets jaunes, et alors que de nouveaux soupçons d'ingérence de puissances étrangères, et notamment de la Russie, se font jour, il souligne dans un ouvrage intitulé Dans la tête des Gilets jaunes qu'aucun élément ne permet d'étayer ce discours,.
Ses travaux portent également sur les phénomènes d'astroturfing, et en septembre 2018 il publie notamment une étude qui met au jour une série d'éléments donnant à penser que le boycott de 2018 au Maroc aurait été alimenté par des officines politiques ayant recours à des campagnes d'astroturfing sur les réseaux sociaux,,.
En février 2019, il met au jour une campagne coordonnée d'astroturfing visant à harceler Cécile Duflot, ainsi que plusieurs autres personnalités publiques françaises, sur Twitter.

## Publications
- Avec François-Bernard Huyghe et Xavier Desmaison, Dans la tête des Gilets jaunes, Va Presse éd., 2019.